# Мамедов, Мамед Рза оглы
Маме́д Рза оглы́ Маме́дов (азерб. Məmməd Rza oğlu Məmmədov; 5 января 1916, Махризлу, Елизаветпольская губерния — ?) — советский хлопковод, бригадир колхоза имени Орджоникидзе Агдамского района Азербайджанской ССР, Герой Социалистического Труда (1951).

## Биография
Мамед Мамедов родился 5 января 1916 года в селе Махризлу Шушинского уезда Елизаветпольской губернии (ныне в Агдамском районе Азербайджана).
В 1931 году начал трудовую деятельность в Агдамской машинно-тракторной станции.
В 1950 году бригада Мамедова показала высокие результаты урожайности хлопка, собрав хлопка 62,6 центнера с гектара на площади 38 гектаров.
Указом Президиума Верховного Совета СССР от 25 июля 1951 года за получение высоких урожаев хлопка в 1950 году на поливных землях Мамедову Мамеду Рза оглы присвоено звание Героя Социалистического Труда с вручением ордена Ленина и золотой медали «Серп и Молот».
Позже — агроном в колхозах имени Тельмана, имени Низами и имени Орджоникидзе. С 1971 года — председатель колхоза имени Орджоникидзе.
Делегат 28-го съезда Компартии Азербайджана.